# Alophe
Alophe metios був раннім мавпуватим (Cercopithecoidea) приматом, який жив у Кенії близько 22 мільйонів років тому. Відомий з уламків щелепи та зубів. те, що він був більш близьким до сучасних церкопітецидів (мавп Старого Світу), ніж до людиноподібних мавп, він не розвинув деякі риси, спільні для кронових церкопітецидів та їхніх найближчих родичів, наприклад двофодонтних корінних зубів.
Спочатку мавпа була названа Alophia metios, але рід Alophia вже був захоплений міллю, що спонукало до нової назви Alophe.